# Wereldkampioenschappen atletiek onder 20
De Wereldkampioenschappen atletiek voor junioren, in Vlaanderen afgekort als WKJ Atletiek en in Nederland afgekort als WJK Atletiek, is een tweejaarlijks atletiekevenement georganiseerd door de IAAF. Ze worden sinds 1986 om de twee jaar gehouden, in de even jaren. Deelnemers mogen in het jaar van de competitie niet ouder zijn of worden dan 19 jaar. Bij het eerste Wereldkampioenschappen atletiek voor junioren moesten vrouwen niet ouder zijn of worden dan 18 jaar. In 1988 werd de leeftijdsgrens gelijkgetrokken met die van de mannen.

## Wereldkampioenschappen
|    | Jaar | Datum              | Stad            | Land             | Stadion                                         |
| -- | ---- | ------------------ | --------------- | ---------------- | ----------------------------------------------- |
| 1  | 1986 | 16-20 juli         | Athene          | Griekenland      | Olympisch Stadion Spyridon Louis                |
| 2  | 1988 | 27-31 juli         | Greater Sudbury | Canada           | Laurentijns Universiteitsstadion                |
| 3  | 1990 | 8-12 augustus      | Plovdiv         | Bulgarije        | Plovdiv Stadium                                 |
| 4  | 1992 | 16-20 september    | Seoel           | Zuid-Korea       | Olympisch Stadion                               |
| 5  | 1994 | 20-24 juli         | Lissabon        | Portugal         | Estádio Universitário de Lisboa                 |
| 6  | 1996 | 20-25 augustus     | Sydney          | Australië        | Sydney Olympic Park Athletic Centre             |
| 7  | 1998 | 28 juli-2 augustus | Annecy          | Frankrijk        | Parc des Sports                                 |
| 8  | 2000 | 17-22 oktober      | Santiago        | Chili            | Estadio Nacional                                |
| 9  | 2002 | 16-21 juli         | Kingston        | Jamaica          | Independence Park                               |
| 10 | 2004 | 12-18 juli         | Grosseto        | Italië           | Stadio Olimpico Carlo Zecchini                  |
| 11 | 2006 | 15-20 augustus     | Peking          | China            | Chaoyang Sport Centre                           |
| 12 | 2008 | 8-13 juli          | Bydgoszcz       | Polen            | Zdzisław Krzyszkowiakstadion                    |
| 13 | 2010 | 19-25 juli         | Moncton         | Canada           | Monctonstadion                                  |
| 14 | 2012 | 10-15 juli         | Barcelona       | Spanje           | Olympisch stadion Lluís Companys                |
| 15 | 2014 | 22-27 juli         | Eugene          | Verenigde Staten | Hayward Field                                   |
| 16 | 2016 | 19-24 juli         | Bydgoszcz       | Polen            | Zdzisław Krzyszkowiakstadion                    |
| 17 | 2018 | 10-15 juli         | Tampere         | Finland          | Ratina Stadion                                  |
| 18 | 2021 | 18-22 augustus     | Nairobi         | Kenia            | Moi International Sports Centre                 |
| 19 | 2022 | 2-7 augustus       | Cali            | Colombia         | Estadio Pascual Guerrero                        |
| 20 | 2024 | 27-31 augustus     | Lima            | Peru             | Estadio Atlético de la Villa Deportiva Nacional |
| 21 | 2026 | 4-9 augustus       | Eugene          | Verenigde Staten | Hayward Field                                   |

## Programma
Het programma van het eerste WK U20 bestond uit de volgende onderdelen:
| Mannen - 100 m - 200 m - 400 m - 800 m - 1500 m - 5000 m - 10000 m - 20 km - 110 m horden - 400 m horden - 2000 m steeplechase - 10.000 m snelwandelen - 4 x 100 m - 4 x 400 m - verspringen - hink-stap-springen - hoogspringen - polsstokhoogspringen - kogelstoten - kogelslingeren - discuswerpen - speerwerpen - tienkamp | Vrouwen - 100 m - 200 m - 400 m - 800 m - 1500 m - 3000 m - 10000 m - 100 m horden - 400 m horden - 5000 m snelwandelen - 4 x 100 m - 4 x 400 m - verspringen - hoogspringen - kogelstoten - discuswerpen - speerwerpen - zevenkamp |

### Wijzigingen
Na de eerste editie heeft het programma een aantal veranderingen ondergaan. Die veranderingen bestonden vooral uit het veranderen van het aanbod van diverse looponderdelen en het toevoegen van onderdelen voor de vrouwen. Het huidige programma stamt uit 2004:
- 1988: De 2000 m steeplechase wordt een 3000 m steeplechase.
- 1992: De 20 km wordt geschrapt uit het programma. Hink-stap-springen wordt aan het programma voor de vrouwen toegevoegd.
- 1994: De 20 km wordt geherintroduceerd voor de mannen.
- 1996: De 20 km wordt definitief geschrapt uit het programma. De 10 km voor vrouwen wordt gewijzigd in een 5 km.
- 1998: Polsstokhoogspringen en kogelslingeren worden toegevoegd aan het programma voor vrouwen.
- 2000: De 5 km snelwandelen voor vrouwen wordt gewijzigd in 10 km snelwandelen.
- 2004: De 3000 meter steeplechase wordt aan het programma voor vrouwen toegevoegd.

## Medaillespiegel
| Plaats | Land                           | Goud | Zilver | Brons | Totaal |
| ------ | ------------------------------ | ---- | ------ | ----- | ------ |
| 1      | Verenigde Staten               | 108  | 80     | 60    | 248    |
| 2      | Kenia                          | 86   | 67     | 50    | 202    |
| 3      | Rusland                        | 43   | 32     | 26    | 101    |
| 4      | Ethiopië                       | 40   | 46     | 31    | 117    |
| 5      | China                          | 39   | 44     | 34    | 117    |
| 6      | Duitsland                      | 32   | 37     | 35    | 104    |
| 7      | Jamaica                        | 30   | 45     | 39    | 114    |
| 8      | Verenigd Koninkrijk            | 30   | 26     | 35    | 91     |
| 9      | Cuba                           | 29   | 32     | 24    | 85     |
| 10     | Duitse Democratische Republiek | 22   | 10     | 18    | 50     |
| 11     | Roemenië                       | 20   | 19     | 15    | 54     |
| 12     | Saoedi-Arabië                  | 19   | 16     | 15    | 50     |
| 13     | Sovjet-Unie                    | 18   | 16     | 22    | 56     |
| 14     | Frankrijk                      | 15   | 17     | 18    | 50     |
| 15     | Nigeria                        | 14   | 13     | 10    | 37     |
| 16     | Australië                      | 13   | 24     | 26    | 63     |
| 17     | Finland                        | 12   | 11     | 15    | 38     |
| 18     | Bulgarije                      | 12   | 5      | 7     | 24     |
| 19     | Polen                          | 11   | 18     | 18    | 47     |
| 20     | Zweden                         | 11   | 10     | 7     | 28     |
| 31     | Nederland                      | 5    | 4      | 12    | 21     |

(bijgewerkt t/m 2021)
* Exclusief medailles behaald door Oost- en West-Duitsland in de periode tot en met 1992.

** Exclusief medailles behaald door het Gezamenlijk team in 1992.

### Belgische medaillisten
De Belgische deelnemers hebben tijdens alle kampioenschappen in totaal acht medailles behaald, waarvan 1 goud, 2 zilver en 5 brons. In 2018 stond België het hoogst op de jaarlijkse medaillespiegel, namelijk gedeeld 16e.
| Jaar | Plaats | Naam              | Discipline   |
| ---- | ------ | ----------------- | ------------ |
| 1986 | Brons  | Marleen Renders   | 10.000 m     |
| 1988 | Zilver | Ann Maenhout      | 400 m horden |
| 1990 | Brons  | Sandrine Hennart  | Verspringen  |
| 2008 | Brons  | Hannelore Desmet  | Hoogspringen |
| 2016 | Brons  | Hanne Maudens     | Zevenkamp    |
| 2018 | Goud   | Jonathan Sacoor   | 400 m        |
| 2018 | Brons  | Eliott Crestan    | 800 m        |
| 2021 | Zilver | Jente Hauttekeete | Tienkamp     |

### Nederlandse medaillisten
In totaal hebben de Nederlandse deelnemers achtentwintig medailles behaald tijdens de verschillende edities van het Wereldkampioenschappen atletiek voor junioren (exclusief medailles behaald door atleten van de Nederlandse Antillen). Daarvan waren er zeven goud, zes zilver en vijftien brons. Op de jaarlijkse medaillespiegel deed Nederland het het best in 2024 met een 10e plek. 
| Jaar | Plaats | Naam                                                        | Discipline           |
| ---- | ------ | ----------------------------------------------------------- | -------------------- |
| 1988 | Brons  | Yvonne van der Kolk                                         | 1500 m               |
| 1992 | Goud   | Laurens Looije                                              | Polsstokhoogspringen |
| 1992 | Zilver | Jacqueline Poelman                                          | 100 m                |
| 1992 | Brons  | Remco van Veldhuizen                                        | Tienkamp             |
| 1994 | Goud   | Corrie de Bruin                                             | Discuswerpen         |
| 1996 | Brons  | Chiel Warners                                               | Tienkamp             |
| 2000 | Goud   | Rutger Smith                                                | Kogelstoten          |
| 2000 | Zilver | Marjolein de Jong                                           | 400 m horden         |
| 2000 | Brons  | Rutger Smith                                                | Discuswerpen         |
| 2006 | Goud   | Melissa Boekelman                                           | Kogelstoten          |
| 2008 | Zilver | Melissa Boekelman                                           | Kogelstoten          |
| 2008 | Brons  | Machteld Mulder                                             | 800 m                |
| 2010 | Goud   | Dafne Schippers                                             | Zevenkamp            |
| 2010 | Brons  | Jamile Samuel                                               | 100 m                |
| 2010 | Brons  | Jamile Samuel                                               | 200 m                |
| 2010 | Brons  | Dafne Schippers Loreanne Kuhurima Eva Lubbers Jamile Samuel | 4 x 100 m            |
| 2012 | Brons  | Tim Dekker                                                  | Tienkamp             |
| 2014 | Zilver | Denzel Comenentia                                           | Kogelstoten          |
| 2014 | Brons  | Nadine Visser                                               | 100 m horden         |
| 2014 | Brons  | Nadine Visser                                               | Zevenkamp            |
| 2018 | Brons  | Jorinde van Klinken                                         | Kogelstoten          |
| 2022 | Goud   | Gabriel Emmanuel                                            | Tienkamp             |
| 2022 | Zilver | Britt Weerman                                               | Hoogspringen         |
| 2022 | Brons  | Matthew Sophia                                              | 110 m horden         |
| 2022 | Brons  | N'ketia Seedo                                               | 100 m                |
| 2024 | Goud   | Jarno van Daalen                                            | Kogelstoten          |
| 2024 | Zilver | Jarno van Daalen                                            | Discuswerpen         |
| 2024 | Brons  | Florian Vriezen                                             | Tienkamp             |